# Georg Michael Heber
Georg Michael Heber (* 27. Dezember 1652 in Wittenberg; † 4. Februar 1702 in Wittenberg) war ein deutscher Rechtswissenschaftler.

## Leben
Heber war Sohn des Handelsherrn und Bürgermeisters Georg Hebner († 14. November 1692) und seiner Frau Anna Justina (* 18. September 1631 in Wittenberg; † 28. März 1696 ebenda), der Tochter des Zerbster Ratsherrn Johann Ringelhahn. Ab 1671 studierte an der Universität Wittenberg und an der Universität Leipzig. Im Anschluss unternahm er Reisen nach England, Holland und Frankreich, wo er auch Aegidius Menagius (1613–1692) kennenlernte und sich einige Zeit aufhielt.
Nachdem er in seine Heimatstadt zurückgekehrt war, erwarb er sich am 12. Juli 1680 das Lizentiat der Rechtswissenschaften, wurde am 22. April 1682 Professor der Instituten und promovierte am 14. Dezember desselben Jahres zum Doktor der Rechtswissenschaften. Als er zum Professor des Kodex aufgestiegen war, übernahm er damit verbunden einen Sitz als Assessor am Wittenberger Hofgericht. Zudem beteiligte sich Heber auch an den organisatorischen Aufgaben der Wittenberger Akademie und übernahm im Sommersemestern 1687 sowie 1695 das Rektorat der Hochschule.
Er beschäftigte sich aber nicht nur mit juristischen, sondern immer häufiger mit theologischen Gegenständen. Gerühmt wurde er wegen seiner Fähigkeiten in der lateinischen Sprache und gilt als Gönner und Freund von Christian Thomasius. Heber engagierte sich zudem in den Gremien seiner Heimatstadt, wurde 1692 zum Syndikus der Stadt gewählt und stieg nach dem Tod seines Vaters zum Bürgermeister auf.
Am 24. August 1685 hatte er Beata Elisabeth, die Tochter des Theologieprofessors Johann Andreas Quenstedt geheiratet. Aus dieser Ehe sind die Kinder Johanna Justina Heber (* 31. Dezember 1686 in Wittenberg; † 30. Oktober 1692 in Wittenberg), Johann Wilhelm Heber (* 28. Juni 1689 in Wittenberg) Carl Friedrich Heber (* 16. Februar 1694; † 24. Juni 1694 in Wittenberg) und Carl Friedrich Heber (* 12. April 1701 in Wittenberg; † 13. Juni 1721 in Wittenberg) bekannt.
Vielfach durch Gicht gequält, nahm er im Jahre 1702 ohne Zuziehung eines Arztes ein Mittel ein und hat sich dadurch seinen plötzlichen Tod zugezogen. Er wurde am 12. Februar 1702 auf dem Wittenberger Friedhof beigesetzt.

## Werkeauswahl
- Diss. De actione dissamatoria. Wittenberg 1684
- Tractatus de nima fiducia magistratus. Ib. Eod. D. de mondo succ. I feudo. Wittenberg 1685
- Diss. De metus causa actionis indole peculari. Wittenberg 1688
- Diss. De jureofferendi. Wittenberg 1690
- Diss. De jure retractus. Wittenberg 1690
- Diss. De hypothecis feudalibus. Wittenberg 1694
- Diss. De eo qued interest inter actionem ipso jure nullam et epe exceptionis elidendam. Wittenberg 1700
- Diss. De exceptionibus judici opponendis. Wittenberg 1701